# ルーテンフランツ原則
ルーテンフランツ原則（ルーテンフランツげんそく）は1988年に西ドイツのルーテンフランツが提唱した夜勤の悪影響を予防する9つの原則。世界的な対策基準として知られている。

## ルーテンフランツの9原則
1. 夜勤は連続3晩まで
2. 夜勤と日勤の交代時刻は早朝を避ける
3. 勤務交代時刻は弾力化を
4. 夜勤の勤務時間は短めに
5. 次の勤務まで10時間以上あける
6. 少なくとも週末を含む2連休をとる
7. 日勤→夜勤より、日勤→夕勤の循環がよい
8. 勤務が一巡する周期を長くしない
9. 夜勤、休日など勤務の配置はなるべく規則的に